# Борис Єльцин. Від світання до сонцепаду
«Бори́с Є́льцин. Ві́д світа́ння до́ сонцепа́ду» — книга спогадів Олександра Коржакова, колишнього начальника служби безпеки президента Єльцина. Книга, що містить описи скандальних епізодів за участю Бориса Єльцина, вийшла в 1997 році і стала бестселером, викликавши великий резонанс. Пізніше була переведена на кілька європейських мов.
2004 року вийшла нова книга Коржакова «Борис Єльцин: від світання до сонцепаду. Післямова».